# كاريا (مغني)
كاريا (مواليد 21 أكتوبر 1993) هو رابر، مغني وكاتب أغاني، مثل فنلندا في مسابقة الأغنية الأوروبية 2023.

## روابط خارجية
Käärijä على موقع IMDb (الإنجليزية)
- Käärijä على موقع روتن توميتوز (الإنجليزية)
- Käärijä على موقع ميوزك برينز (الإنجليزية)
- Käärijä على موقع أول ميوزيك (الإنجليزية)
- Käärijä على موقع ديسكوغز (الإنجليزية)
- Käärijä على موقع قاعدة بيانات الفيلم (الإنجليزية)